# Simsia pastoensis
Simsia pastoensis là một loài thực vật có hoa trong họ Cúc. Loài này được Triana miêu tả khoa học đầu tiên năm 1858.